# Люблинска уния
Люблинската уния (на полски: Unia Lubelska; на литовски: Liublino Unija) е договор, подписан на 1 юли 1569 г. в Люблин, Полша, с който се създава обединената Полско-литовска държава.
Той заменя личната уния на короната на Полското кралство и Великото литовско княжество с истинска уния и изборна монархия, след като Зигмунт II Август, последният от династията на Ягелоните, остава бездетен след три брака. В допълнение, автономията на Кралство Прусия е била изоставена до голяма степен. Княжество Ливония, свързано с Литва с реална уния след обединението на Гродно (1566), става Полско-литовски кондоминиум.
Съюзът е управляван от единствен избран монарх, който изпълнявал задълженията на крал на Полша и велик княз на Литва, управляван от Сенат и парламент (известен като Sejm). Съюзът е еволюционен етап в Полско-литовския съюз и лична уния, която е била необходима, най-вече заради опасната позиция на Литва, която била във война с Русия.

## Люблин като място на събитието, считано за първа полско-литовска уния
На 2 февруари 1386 г. на един от първите общи сеймове в Люблин Ягело е избран за полски крал. Някои от изследователите смятат това решение за първата полско-литовска уния, тъй като в Крева е подписан само предварителен договор, съдържащ условията, които трябва да изпълни Ягело, за да може да се възкачи на полския трон.

## Предистория
Когато през 1548 г. управлението на държавата поема Зигмунт II Аугуст, коронован още докато е жив баща му, Зигмунт I Стари, явно се забелязва стремежът към тясна връзка между двете държави, обединявани до този момент единствено чрез личността на владетеля. Фактът, че Зигмунт II Аугуст остава бездетен, засилва тези стремежи. Водачите на екзекутивното движение, Миколай Шеницки и Рафал Лешчински, на поредните заседания на сейма през 1548 и 1550 г. издигат искания Великото литовско княжество да бъде присъединено към Короната на Полското кралство (което предвижда още Кревската уния от 1385 г.), Кралска Прусия, Княжество Освиенцим и Заторското княжество.
Пречка по пътя на унифициране на Ягелонската монархия обаче са различията в държавното устройство и административно-правната система на Литовската държава. През 1551 г. е създадена специална комисия, която се заема да промени I Литовски статут от 1529 г. като го адаптира така, че да приближи държавното устройство на Великото литовско княжество до това на Полското кралство. През 1565 г. Зигмунт Аугуст създава регионални сеймове, а през 1566 г. утвърждава II Литовски статут, в който се отказва от част от своите компетенции в полза на литовския сейм, с което го уподобява до коронния сейм. От 1551 г. двата сейма, започват да си изпращат един на друг делегати. Свиканият през ноември 1563 г. във Варшава коронен сейм, на който присъстват 28 делегати от Литва, се заема със сключването на нова полско-литовска уния. В рамките на този сейм на 12 февруари 1564 г. Зигмунт Аугуст прехвърля върху Короната на Полското кралство наследственото право на Ягелоните да владеят Великото литовско княжество. Целта е по този начин да бъде улеснен бъдещият избор на владетел на обединената вече държава. Смесена полско-литовска комисия започва работа във връзка с подготовка на реформата, свързана със създаването на унията. Докато магнатите и коронната шляхта са горещи привърженици на идеята унията да бъде сключена при изгодните за Полша условия на Мелницката уния от 1501 г., то останалите полски представители, както и литовската шляхта желаят унията да продължи да бъде колкото може по-слабо свързана. На 13 март е съставено споразумение по въпросите на унията, което съдържа миниума, на който се съгласяват литовците. Двете страни се споразумяват за общ избор и коронация, за създаване на общ сейм, общи държавни органи и обща отбранителна политика. Много скоро обаче се оказва, че тези споразумения остават само на хартия, тъй като през 1564 г. литовците бойкотират коронния сейм в Парчев, който трябва да ги утвърди.

Сключването на уния е ускорено от някои международни събития. Оказва се, че Великото литовско княжество не е в състояние само да води война с Русия на Иван IV Грозни. Започналата през 1558 г. Литовско-руска война изважда наяве слабостите на литовската държава, която с огромни усилия едва успява да понася ударите на московските войски. В продължение на 7 години съюзническа Полша сформира 300 роти войска, струващи 2 милиона злоти, което ѝ създава нови привърженици в Литва, които са и привърженици на тясната връзка между двете държави. Допълнителен фактор е и това, че тежестта на войната е понесена основно от литовската шляхта, която въз основа на това се стреми по образец на своя еквивалент – коронната армия, да си извоюва по-голямо влияние в управлението на държавата. Неочаквано единствените, които продължават да са против сключването на новата уния, са магнатите от левицата, които имат най-много за губене в случай, че бъде създаден новият съюз.

## Сеймът в Люблин
На 10 януари 1569 г. в Замъка в Люблин започват заседанията на коронния сейм, ръководен от Станислав Сенджовой Чарнковски. Паралелно заседава и литовският сейм. В основата на преговорите стои проектът на краковския епископ Филип Падневски, който предвижда създаване на слабо ангажиращ съюз под формата на персонална уния (съвместен избор), като целта е единствено да се води обща отбранителна политика. Но дори и това предложение не е прието от литовския сейм, в който доминират магнатите. На 1 март част от литовските велможи напуска Люблин, което дава възможност литовският отпор да бъде преодолян, а люблинският сейм да предприеме инкорпориране на отделните земи на Великото литовско княжество. На 5 март, с одобрението на литовските представители от Подляше, коронният сейм гласува присъединяването на Подляско войводство към Короната на Полското кралство. На 26 май към короната е присъединено Волинско войводство, а на 6 юни Кийовско войводство и Брацлавско войводство. На руските шляхтичи в тези войводства е позволено да запазят правата си да се радват на широки свободи: официалният език в рамките на тези земи продължава да бъде руският, а руската шляхта получава същите привилегии като полската. Правният статус на присъединените украински земи е близък до автономия, а руската шляхта получава места в полския парламент. Въпреки голямата свобода, дадена на руснаците, на украинските земи се стига до обществено недоволство, което оказва определено влияние върху по-късните казашки въстания срещу Жечпосполита, най-голямото от които е въстанието на Хмелницки.

Използваният от краля метод на свършения факт (присъединяването на руските земи към Короната) принуждава литовските представители да се върнат. На 28 март кралят предлага нов проект за уния, разработен от коронния сейм. През април в Люблин се връщат главният управител на Жмуд Ян Херонимович Ходкевич, подляският войвода Миколай Кишка, витебският кастелан Доминик Пац, литовският велможа Кшиштоф Радживил Пьорун и придворният литовски маршал Остафи Воллович. Решено е на 10 май да бъдат свикани регионалните сеймове в Литва (sejmiki ziemskie litewskie), които да дадат своите пълномощия на новоизбраните представители. Преговорите са подновени на 7 юни и още на 28 юни е взето решение за сключването на нова полско-литовска уния. На 1 юли е извършена размяна на документите и клетва над подписания акт. На 4 юли кралят издава документ, с който потвърждава сключването на съюза. Обезпокоен, руският пратеник още същия ден докладва на цар Иван IV Грозни: „тази уния се изразява в това, че всички провинции ще представляват едно цяло“.

## Решения на Люблинската уния
- Двете държави да имат един владетел, избиран съвместно от двата народа в свободни избори и коронован за крал на Полша и велик литовски княз в Краков.
- Свикан е общ сейм, заседаващ във Варшава, чиято камара на представителите се състои от 77 коронни и 50 литовски представители, а в състава на сената влизат 113 коронни и 27 литовски сенатори.
- И двата члена на Жечпосполита се задължават да водят съвместна отбранителна и външна политика.
- Запазени са отделните централни органи, отделни титли и постове за идентичните компетенции в двете страни.
- Въведена е еднаква монета, сечена поотделно в двете страни.
- Запазени са отделна полска и отделна литовска войска.
- Запазени са отделни официални езици (за Литва официален е руски език).
- Екзекуция на кралското имущество и оспорване на кралските заповеди не са приложими в Литва.
- Запазени са доколкото е възможно всички дотогавашни права и привилегии в двете държави, както и отделни съдилища и съдебно право. Отменена е забраната поляците да придобиват имущество в Литва.

## Любопитни факти
Заседанията на унийния сейм са бойкотирани от литовските представители и сенатори, които оставят единствено двама полски писатели – Михал Харабурда и Вавжинец Война. Това кара Ян Кохановски да напише апофтегма за Харабурда с войната.

## Паметта за събитието
- През 2015 г. полският Сейм VII мандат взема решение датата 1 юли да бъде приета за Ден на полския сейм.

- С решение на сейма на Полската република от 20 юли 2018 г. и решение на Сената на Полската република от 20 декември 2018 г., 2019 година е обявена за Година на Люблинската уния.